# Abşeron Magistral Kanalı
Abşeron Magistral Kanalı är en kanal i Azerbajdzjan.   Den ligger i distriktet Baku, i den östra delen av landet, 40 kilometer öster om huvudstaden Baku.
Trakten runt Abşeron Magistral Kanalı består i huvudsak av gräsmarker.